# Vòng loại Giải vô địch bóng đá thế giới 1986
Vòng loại Giải vô địch bóng đá thế giới (FIFA World Cup) 1986 là hệ thống các trận đấu với sự tham gia của 121 đội tuyển bóng đá quốc gia, để giành lấy 24 suất tham dự FIFA World Cup 1986 (trừ chủ nhà Mexico và đương kim vô địch Ý được vào thẳng mà không cần tham dự vòng loại).
24 suất tham dự FIFA World Cup 1986 được phân bổ theo các liên đoàn bóng đá khu vực như sau:
| Khu vực                 | Tên viết tắt | Số suất được phân bổ | Số đội tham dự Vòng loại |
| ----------------------- | ------------ | -------------------- | ------------------------ |
| Châu Âu                 | UEFA         | 13,5                 | 32                       |
| Nam Mỹ                  | CONMEBOL     | 4                    | 10                       |
| Bắc, Trung Mỹ và Caribe | CONCACAF     | 2                    | 17                       |
| Châu Á                  | AFC          | 2                    | 27                       |
| Châu Phi                | CAF          | 2                    | 29                       |
| Châu Đại Dương          | OFC          | 0,5                  | 4                        |

Có 110 đội đã tham dự ít nhất một trận đấu. Có 308 trận đã được diễn ra và có 801 bàn thắng được ghi (trung bình 2,6 bàn thắng/trận).

## Vòng loại các liên đoàn châu lục

### AFC
Tại châu Á, vòng loại được tổ chức riêng biệt theo 2 khu vực: Tây Á và Đông Á. Đội chiến thắng chung cuộc tại mỗi khu vực sẽ tham dự FIFA World Cup 1986. Cả khu vực Tây Á và Đông Á đều tổ chức vòng loại như sau:
- Vòng 1: Các đội được chia vào 4 bảng (3 hoặc 4 đội/bảng). Các đội thi đấu vòng tròn theo thể thức sân nhà - sân khách để chọn ra đội nhất bảng vào vòng 2.
- Vòng 2: 4 đội nhất bảng được xếp cặp đá play-off theo thể thức sân nhà - sân khách. Hai đội chiến thắng sẽ giành quyền vào vòng chung kết (vòng 3).
- Vòng chung kết (vòng 3): Hai đội chiến thắng ở vòng 2 đá play-off theo thể thức sân nhà - sân khách. Đội thắng giành quyền tham dự FIFA World Cup 1986.

Iraq (Tây Á) và Hàn Quốc (Đông Á) là hai đội AFC giành quyền tham dự FIFA World Cup 1986.

### CAF
Tại châu Phi, vòng loại được diễn ra theo 4 vòng như sau:
- Vòng 1: Algeria, Cameroon và Ghana được vào thẳng vòng 2. Còn lại 26 đội được chia thành 13 cặp thi đấu theo thể thức sân nhà - sân khách. 13 đội chiến thắng giành quyền vào vòng 2 cùng với Algeria, Cameroon và Ghana (tổng 16 đội).
- Vòng 2: 16 đội được được chia thành 8 cặp thi đấu theo thể thức sân nhà - sân khách để chọn ra 8 đội chiến thắng vào vòng 3.
- Vòng 3: Tương tự vòng 2, các đội được chia thành 4 cặp thi đấu hai lượt trận sân nhà và sân khách để chọn ra 4 đội vào vòng chung kết (vòng 4).
- Vòng chung kết (vòng 4): 4 đội cuối cùng được chia thành 2 cặp thi đấu theo thể thức sân nhà - sân khách để chọn ra 2 đội tham dự FIFA World Cup 1986.

Algeria và Maroc là hai đội CAF giành quyền tham dự FIFA World Cup 1986.

### CONCACAF
Đội vô địch giải đấu trên sẽ là đại diện thứ hai của CONCACAF (cùng với chủ nhà Mexico) tham dự FIFA World Cup 1986. Chung cuộc, Canada là đội vô địch giải đấu.

### CONMEBOL
Tại Nam Mỹ, 10 đội được chia vào 3 bảng (hai bảng có 3 đội và một bảng có 4 đội) thi đấu vòng tròn hai lượt theo thể thức sân nhà - sân khách. 3 đội nhất bảng được tham dự FIFA World Cup 1986.
Đội đứng thứ nhì tại cả 3 bảng và đội đứng thứ ba tại bảng có 4 đội sẽ thi đấu hai vòng play-off:
- Play-off 1: 4 đội được chia thành 2 cặp thi đấu hai lượt trận sân nhà - sân khách để chọn ra 2 đội vào vòng play-off cuối cùng.
- Play-off cuối cùng: Hai đội thi đấu hai trận sân nhà - sân khách để giành lấy tấm vé cuối cùng của Nam Mỹ tham dự FIFA World Cup 1986.

Argentina, Uruguay và Brasil tham dự FIFA World Cup 1986 với tư cách nhất bảng. Còn Paraguay giành quyền tham dự khi thắng play-off.

### OFC
Tại châu Đại Dương, 4 đội được xếp vào một bảng, thi đấu vòng tròn hai lượt trên sân nhà và sân khách để chọn ra đội nhất bảng tham dự vòng play-off liên lục địa (đối đầu với đại diện UEFA). Chung cuộc, Úc là đội nhất bảng nhưng đã thua ở vòng play-off liên lục địa.

### UEFA
Cuối cùng, tại châu Âu, các đội được chia vào 7 bảng. Các đội trong cùng một bảng thi đấu theo thể thức sân nhà - sân khách. Số lượng và phân bổ suất tham dự World Cup như sau:
- Các bảng: 2, 3, 4 và 6: Có 5 đội mỗi bảng. Đội nhất bảng và nhì bảng sẽ tham dự FIFA World Cup 1986 (tổng 8 đội).

- Các bảng: 1, 5 và 7: Có 4 đội mỗi bảng. Đội nhất bảng và nhì bảng sẽ tham dự FIFA World Cup 1986. Đội đứng nhì của bảng 1 và bảng 5 sẽ tham dự vòng play-off khu vực, còn đội đứng nhì của bảng 7 tham dự vòng play-off liên lục địa. Ở các vòng play-off, đội thắng sẽ tham dự FIFA World Cup 1986.

Các đội tham dự FIFA World Cup 1986 khu vực châu Âu như sau (không tính đương kim vô địch Ý được vào thẳng):
| Bảng | Đội tham dự FIFA World Cup 1986        |
| ---- | -------------------------------------- |
| 1    | Ba Lan, Bỉ (thắng play-off)            |
| 2    | Tây Đức, Bồ Đào Nha                    |
| 3    | Anh, Bắc Ireland                       |
| 4    | Pháp, Bulgaria                         |
| 5    | Hungary                                |
| 6    | Đan Mạch, Liên Xô                      |
| 7    | Tây Ban Nha, Scotland (thắng play-off) |

## Play-off liên lục địa: UEFA vs OFC
2 đội đá hai lượt trận (sân khách và sân nhà). Đội thắng sẽ giành lấy tấm vé cuối cùng tham dự FIFA World Cup 1986.
| Đội 1    | TTS | Đội 2 | Lượt đi | Lượt về |
| -------- | --- | ----- | ------- | ------- |
| Scotland | 2–0 | Úc    | 2–0     | 0–0     |

## 24 đội giành quyền tham dự FIFA World Cup 1986

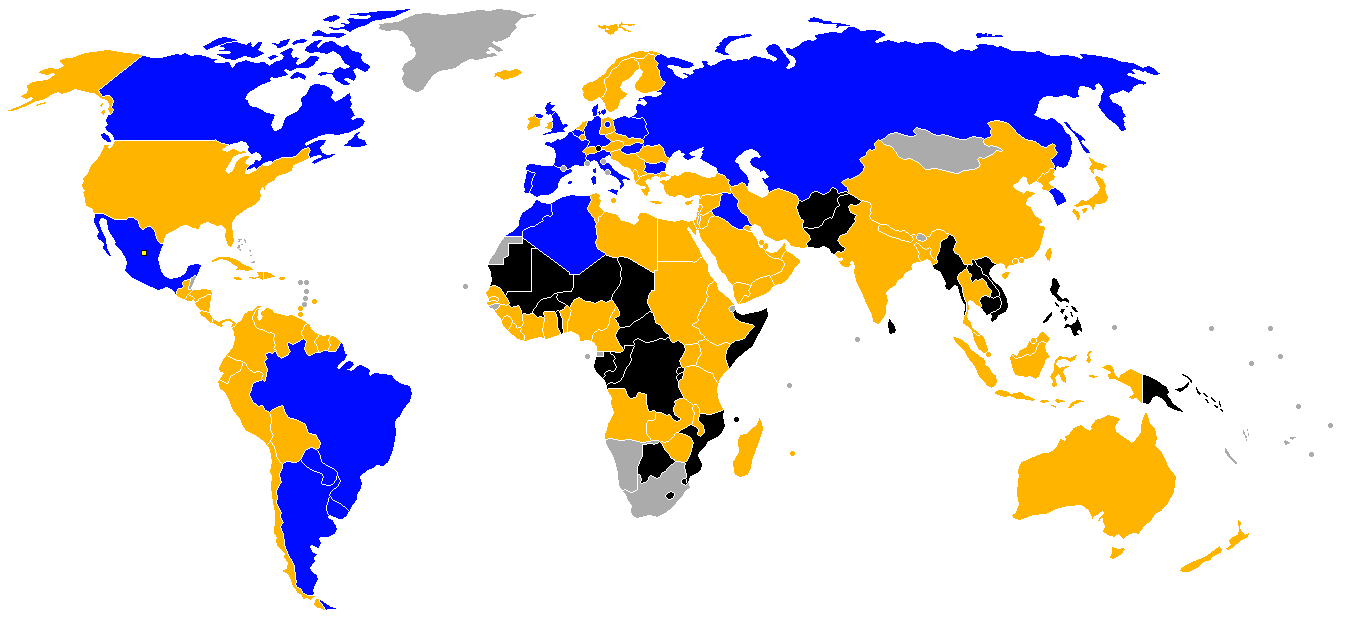
Chú thích
Giành quyền tham dự FIFA World Cup 1986
Không vượt qua vòng loại
Không tham dự vòng loại
Không phải là thành viên của FIFA

| Đội                   | Liên đoàn châu lục | Ngày vượt qua vòng loại | Số lần tham dự World Cup | Số lần tham dự World Cup liên tiếp | Lần gần nhất tham dự World Cup |
| --------------------- | ------------------ | ----------------------- | ------------------------ | ---------------------------------- | ------------------------------ |
| Algérie               | OFC                | 18/10/1985              | 2                        | 2                                  | 1982                           |
| Argentina             | CONMEBOL           | 30/06/1985              | 9                        | 4                                  | 1982                           |
| Bỉ                    | UEFA               | 20/11/1985              | 7                        | 2                                  | 1982                           |
| Brasil                | CONMEBOL           | 23/06/1985              | 13                       | 13                                 | 1982                           |
| Bulgaria              | UEFA               | 28/09/1985              | 5                        | 1                                  | 1974                           |
| Canada                | CONCACAF           | 14/09/1985              | 1                        | 1                                  | –                              |
| Đan Mạch              | UEFA               | 13/11/1985              | 1                        | 1                                  | –                              |
| Anh                   | UEFA               | 16/10/1985              | 8                        | 2                                  | 1982                           |
| Pháp                  | UEFA               | 16/11/1985              | 9                        | 3                                  | 1982                           |
| Hungary               | UEFA               | 17/04/1985              | 9                        | 3                                  | 1982                           |
| Iraq                  | AFC                | 29/11/1985              | 1                        | 1                                  | –                              |
| Ý (đương kim vô địch) | UEFA               | 11/07/1982              | 11                       | 7                                  | 1982                           |
| Hàn Quốc              | AFC                | 03/11/1985              | 2                        | 1                                  | 1954                           |
| México (chủ nhà)      | CONCACAF           | 20/05/1983              | 9                        | 1                                  | 1978                           |
| Maroc                 | CAF                | 18/10/1985              | 2                        | 1                                  | 1970                           |
| Bắc Ireland           | UEFA               | 13/11/1985              | 3                        | 2                                  | 1982                           |
| Paraguay              | CONMEBOL           | 17/11/1985              | 4                        | 1                                  | 1958                           |
| Ba Lan                | UEFA               | 11/09/1985              | 5                        | 4                                  | 1982                           |
| Bồ Đào Nha            | UEFA               | 16/10/1985              | 2                        | 1                                  | 1966                           |
| Scotland              | UEFA               | 04/12/1985              | 6                        | 4                                  | 1982                           |
| Tây Ban Nha           | UEFA               | 25/09/1985              | 7                        | 3                                  | 1982                           |
| Uruguay               | CONMEBOL           | 07/04/1985              | 8                        | 1                                  | 1974                           |
| Liên Xô               | UEFA               | 30/10/1985              | 6                        | 2                                  | 1982                           |
| Tây Đức               | UEFA               | 25/09/1985              | 11                       | 9                                  | 1982                           |

## Danh sách các cầu thủ ghi nhiều bàn thắng nhất
8 bàn thắng
- Preben Elkjær

7 bàn thắng
- Jorge Orlando Aravena Plaza
- Lau Wing-Yip

6 bàn thắng
- Zhao Dayu
- Rainer Ernst

5 bàn thắng
- John Kosmina
- Dave Mitchell
- Bryan Robson
- Jose Roberto Figueroa
- Zahi Armeli
- Kazushi Kimura
- Fernando Gomes
- Oleh Protasov
- Bassam Jeridi